# Путило Антон Костянтинович
Анто́н Костянти́нович Пути́ло (біл. Анто́н Канстанці́навіч Пуці́ла, нар. 23 червня 1987, Орша) — білоруський футболіст, півзахисник клубу «Фрайбург».
Також відомий виступами за «Динамо» (Мінськ) та національну збірну Білорусі.

## Клубна кар'єра
У дорослому футболі дебютував 2004 року виступами за команду клубу «Динамо» (Мінськ), в якій провів три сезони, взявши участь у 48 матчах чемпіонату. 
Своєю грою за цю команду привернув увагу представників тренерського штабу клубу «Гамбург», до складу якого приєднався 2007 року, де грав на правах оренди. Відіграв за гамбурзький клуб наступний сезон своєї ігрової кар'єри.
Протягом 2009 року знову захищав кольори команди клубу «Динамо» (Мінськ).
До складу клубу «Фрайбург» приєднався 2010 року. Наразі встиг відіграти за фрайбурзький клуб 45 матчів в національному чемпіонаті.

## Виступи за збірні
Взяв участь у 14 іграх юнацької збірної Білорусі, відзначившись 3 забитими голами.
Протягом 2007–2008 років  залучався до складу молодіжної збірної Білорусі. На молодіжному рівні зіграв в 11 офіційних матчах, забив 1 гол.
У 2008 році дебютував в офіційних матчах у складі національної збірної Білорусі. Наразі провів у формі головної команди країни 27 матчів, забивши 4 голи.